# Haplochthonius intermedius
Haplochthonius intermedius är en kvalsterart som beskrevs av Chakrabarti, Bhaduri och Dinendra Raychaudhuri 1977. Haplochthonius intermedius ingår i släktet Haplochthonius och familjen Haplochthoniidae. Inga underarter finns listade i Catalogue of Life.